# Johann Jakob Wick

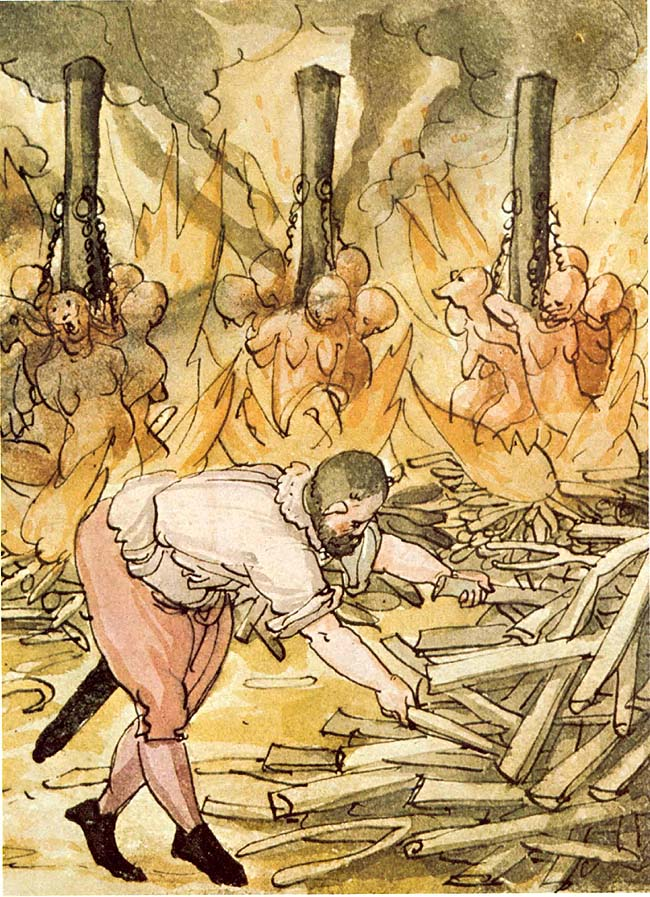
Palenie czarownic w 1587 ze zbioru Wickiana

Johann Jakob Wick (ur. 1522 w Zurychu, zm. 14 sierpnia 1588 tamże) – protestancki duchowny.
Uczył się w szkole Heinricha Bullingera w Kappel am Albis. Później studiował teologię w Tybindze i Marburgu. Był proboszczem w Witikon (obecnie dzielnicy Zurychu) i Egg. W 1522 objął stanowisko kapelana szpitala w Zurychu. W 1557 został archidiakonem i kanonikiem. Był zwolennikiem reformacji i koncepcji Urlicha Zwingliego, który od 1518 był kaznodzieją katedry w Zurychu.
Znany jest dzięki swoim ilustrowanym zapiskom, zwanym jako "Wickiana", które prowadził od 1560. Notował wydarzenia polityczne, kulturalne i religijne, w tym palenie czarownic. Obecnie przechowywane są w Zentralbibliothek Zürich. Na przełomie XIX i XX w. rękopisy Wicka opracowała znana pisarka Ricarda Huch.